# Литвиновский, Ефим Владимирович
Ефим Владимирович Литвиновский (25 мая 1921, Смела, Кременчугская губерния — 29 января 1993, Самара) — участник Великой Отечественной войны, участник восстания в нацистском лагере смерти Собибор.

## Биография
Родился 25 мая 1921 года в украинском городе Смела. В том же году его семья переехала в Самару. Жизнь в волжском городе оказалась тяжёлой. Семья пережила здесь две волны голода — 1920-х и и 1930-х годов. В 14 лет Ефим стал сиротой. Окончив семь классов, он поступил учиться на парикмахера.
В 1939 призван в Красную армию. Служил на Дальнем Востоке, с началом войны переброшен на запад. Попал в окружение и плен. Назвался фамилией Груздев, но был выдан однополчанином и отправлен в рабочий лагерь в Минске на ул. Широкой, а оттуда в сентябре 1943 в Собибор. После побега из лагеря два месяца скрывался в лесу вместе с Цадиком Левиным, пока не наткнулись на партизанский отряд польских евреев. Затем Ефим попал в партизанское соединение Алексея Фёдорова. Когда подошли регулярные армейские части, партизаны примкнули к ним.
В 1944 году Литвиновский был ранен, оказался в Куйбышеве. Был направлен на лечение в местный госпиталь. Умер в январе 1993 года в Самаре.
За воинские заслуги он был награждён Орденом Славы.

## Память
25 мая 2019 года на доме № 44 по улице Куйбышева установлена мемориальная доска.
14.10.2019 в Самаре в рамках проекта «Возвращение героя» открылась выставка, посвящённая Ефиму Литвиновскому.
Участникам восстания в лагере смерти Собибор посвящены несколько художественных и документальных фильмов. В 2018 году вышел художественный фильм «Собибор» на основе книги писателя Ильи Васильева.
В 2020 году в Волжском районе Самарской области назвали улицу именем Ефима Литвиновского.